# Кедровићева апотека
Кедровићева апотека је најстарија крушевачка апотека и девета јавна апотека у Србији.

## Историја
Кедровићеву апотеку је 20. августа 1868. основао Драгослав Кедровић. Радила је под именом „Код светог Јована” у улици цара Душана у простору где је касније отворена књижара Багдала, а затим преко пута Кућа Симића. Од 1887. до 1893. године је имала, у време бањске сезоне, и своје одељење у Рибарској Бањи. Пројекат за зграду апотеке је урадио Никола Пашић као инжењеријски приправник и у тој згради, преко пута Куће Симића, је апотека радила од 1893. до 1965. године. Као стручна институција је била веома цењена, доктор санитетског завода Јанковић је у свом извештају од 3. августа 1882. у делу за Крушевац написао „Апотека овдашња врло је добро устројена и снабдевена је потпуно са потребама. Локал апотеке одговара пропису, сва су јој оделења добра”. Једно од најупечатљивијих сведочанстава о високим критеријумима којих се апотекар Кедровић држала долази од државног хемичара Фердинанда Шамса који је 1886. године спровео вишедневну ревизију у крушевачкој апотеци и навео веома добру оцену рада ове апотеке. За потребе своје апотеке Кедровић је закупио дућан Вуле Радосављевића, трговца из Крушевца, у улици цара Душан и на том месту је апотека остала све до 1887. године када је пресељена у цента, где остаје до 1892. Југовић је наводио да се апотеком и здравствено просветили људи Крушевца и околине, а апотекарева кућа је била и расадник културе. Апотека је такође била и школа за фармацеутски кадар обновљене Србије па је у другој половини 19. века из ње изашло осамнаест апотекара. Прву филијалу апотеке је отворио у крушевачком округу 1887. године у Рибарској Бањи што је и прва апотека у бањама Србије. Кедровићеву апотеку су водили Драгослав Кедровић, оснивач, од 1868. до 1907, његов син од 1907. до 1948. и Бранислава Кедровић од 1948. до 1962. године. Спомен обележје „Кедровићев цвет” од беловодског пешчара је постављено 1968. године у част стогодишњице отварања апотеке на месту на коме је некада било репрезентативно здање и једна од најстаријих апотека у Србији.